# Вліггейс
Вліггейс (нід. Vlieghuis) — селище в нідерландській провінції Дренте. Входить до муніципалітету Куворден.
Його площа становить 6,59 км², а населення станом на 2021 рік складало 120 осіб.
Перша згадка про населений пункт датується 1538 роком.